# Георг Гаус
Георг Егберт Себастьян Гаус (нім. Georg Egbert Sebastian Haus; 16 вересня 1895, Нюрнберг — 18 квітня 1945, Піллау) — німецький воєначальник, генерал-лейтенант вермахту. Кавалер Лицарського хреста Залізного хреста.

## Біографія
3 серпня 1914 року вступив в Баварську армію. Учасник Першої світової війни, бився на Західному фронті. В 1919 році вступив у фрайкор фон Еппа. 31 березня 1920 року демобілізований. 1 червня 1934 року повернувся в армію. З 26 серпня 1939 року — ад'ютант 56-ї піхотної дивізії. Учасник Польської кампанії. В 1940 році призначений заступником командира 192-го піхотного полку. Учасник Французької кампанії, в травні 1940 року був важко поранений. Після одужання 20 жовтня 1940 року призначений командиром 1-го батальйону 192-го піхотного полку. З 23 грудня 1941 по 8 січня 1944 року — командир 55-го піхотного полку, з 15 березня по 16 квітня 1944 року — 17-ї, з 5 червня 1944 року — 50-ї піхотної дивізії. Загинув у бою.

## Звання
- Фанен-юнкер (3 серпня 1914)
- Фенріх (15 лютого 1915)
- Лейтенант (7 травня 1915; патент від 11 вересня 1913)
- Оберлейтенант запасу (31 березня 1921)
- Гауптман (1 червня 1934)
- Майор (1 жовтня 1937)
- Оберстлейтенант (1 січня 1941)
- Оберст (1 березня 1942)
- Генерал-майор (1 жовтня 1944)
- Генерал-лейтенант (1945; посмертно)

## Нагороди
- Залізний хрест 2-го і 1-го класу
- Орден «За військові заслуги» (Баварія) 4-го класу з мечами
- Нагрудний знак «За поранення» в чорному
- Почесний хрест ветерана війни з мечами
- Медаль «За вислугу років у Вермахті» 4-го класу (4 роки)
- Медаль «У пам'ять 13 березня 1938 року»
- Медаль «У пам'ять 1 жовтня 1938 року»
- Застібка до Залізного хреста
  - 2-го класу (22 травня 1940)
  - 1-го класу (22 червня 1940)
- Нагрудний знак «За поранення» в сріблі (17 червня 1941)
- Штурмовий піхотний знак в сріблі (24 жовтня 1941)
- Німецький хрест в золоті (26 грудня 1941)
- Медаль «За зимову кампанію на Сході 1941/42» (16 серпня 1942)
- Почесна застібка на орденську стрічку для Сухопутних військ (17 вересня 1943)
- Лицарський хрест Залізного хреста (12 лютого 1944)